# Tabuda zaitzevi
Tabuda zaitzevi är en tvåvingeart som beskrevs av Webb och Irwin 1999. Tabuda zaitzevi ingår i släktet Tabuda och familjen stilettflugor. Inga underarter finns listade i Catalogue of Life.